# بياتريس ديل كيويتو
بياتريس ديل كيويتو هي مهندسة معمارية كوبية، ولدت في 10 نوفمبر 1952 في هافانا في كوبا.